# Phyllachora magnificens
Phyllachora magnificens är en svampart. Phyllachora magnificens ingår i släktet Phyllachora och familjen Phyllachoraceae.

## Underarter
Arten delas in i följande underarter:
- apeibae
- magnificens